# Giyug
Giyug är ett australiskt språk som talades av 2 personer år 1981. Giyug talas i Nordterritoriet. Giyug tillhör dalyspråken.